# Іраклеон (філософ)
Іраклеон (II століття) — гностик, друг і учень Валентина.
Від творів Іраклеона збереглись тільки уривки із його тлумачень Євангелія від Луки і Євангелія від Івана. Із них видно, що Іраклеон не ставився до Старого Заповіту вороже, а дивився на нього як на один із ступенів в розвитку одкровення. Іраклеон поклав початок особливій гностичній секті, що носила його ім'я — іраклеонітів.